# Quốc kỳ Cuba
Quốc kỳ Cuba (tiếng Tây Ban Nha: Bandera de Cuba) là một lá cờ có tỉ lệ 1:2 với 5 sọc ngang (3 sọc lam xen kẽ 2 sọc trắng) và một tam giác đều màu đỏ ở phía cán cờ, giữa nền đỏ còn có ngôi sao năm cánh màu trắng. Nó được thiết kế vào năm 1849 và chính thức được thông qua vào ngày 20 tháng 5 năm 1902. Lá cờ được gọi là Estrella Solitaria, hay lá cờ Ngôi sao cô đơn.

## Lịch sử và biểu tượng
Chiến đấu chống lại Vương quyền Tây Ban Nha với quân nổi dậy của Venezuela, Narciso López chuyển từ quê hương Caracas đến Havana, Cuba. Việc tham gia vào các phong trào chống thực dân đã buộc ông phải sống lưu vong. Năm 1849, ông chuyển đến New York, Hoa Kỳ, nơi ông tiếp tục vận động cho một Cuba độc lập.
Ba sọc xanh tượng trưng cho ba tỉnh mà Cuba bị chia cắt vào thời điểm đó; màu trắng, sự trong sáng của sự nghiệp yêu nước; và hình tam giác màu đỏ, biểu tượng của sức mạnh, sự kiên định và ảnh hưởng của Hội Tam điểm (hình tam giác là biểu tượng của Hội Tam điểm cho sự bình đẳng và được tìm thấy trên một số lá cờ khác ở đế chế Tây Ban Nha cũ).
Nhà thơ Miguel Teurbe Tolón đã thiết kế lá cờ cùng với Lopez, dựa trên câu chuyện về tầm nhìn của López. Emilia Teurbe Tolón, vợ của Miguel, đã may lá cờ đầu tiên. López và Tolón, cùng với José Aniceto Iznaga Borrell, cháu trai của ông là José María Sánchez Iznaga, Cirilo Villaverde và Juan Manuel Macías, đã thống nhất thiết kế cuối cùng cho lá cờ Cuba: hai sọc trắng, ba sọc xanh, một hình tam giác màu đỏ và một ngôi sao đơn độc.
López đã sử dụng chính lá cờ này vào năm 1850 để thực hiện nỗ lực đảo chính nhằm giải phóng Cuba khỏi sự thống trị của Tây Ban Nha, nhưng kết quả là thất bại.  Thị trấn ven biển Cárdenas là thị trấn đầu tiên nhìn thấy lá cờ ngôi sao đơn độc được treo lên vào ngày 19 tháng 5 năm 1850, khi quân nổi dậy Cuba chiếm thành phố.
Một năm sau khi bắt đầu Chiến tranh Mười năm, Quốc hội lập hiến đầu tiên của Cộng hòa Cuba đã họp mặt ở Guáimaro, tỉnh Camagüey. Cuộc tranh luận tập trung vào hai lá cờ có tính biểu tượng lớn, Demajagua – rất giống với lá cờ Chile - do Carlos Manuel de Céspedes tạo ra để bắt đầu cuộc chiến giành độc lập, và Ngôi sao cô đơn của López, lá cờ sau được chọn kể từ López đã thực hiện bước đầu tiên cho sự tự do của Cuba. Lá cờ Demajagua không bị loại bỏ mà thay vào đó, được đưa vào các phiên họp của Hạ viện và được giữ lại như một phần bảo vật quốc gia.
Sáng 20/5/1902, ngày Cuba chính thức trở thành nước cộng hòa độc lập, Generalissimo Máximo Gómez đã vinh dự treo cờ trên cột cờ của lâu đài Tres Reyes del Morro, Havana; do đó đánh dấu bằng hành động này sự kết thúc của cuộc cách mạng Cuba, sự kết thúc của cuộc đấu tranh giành độc lập của Cuba, đồng thời minh chứng cho sự hy sinh mà rất nhiều người đã cống hiến để biến giấc mơ này thành hiện thực.
Cả quốc kỳ và quốc huy đều do Miguel Teurbe Tolón thiết kế. Thiết kế của cả hai thông số kỹ thuật đều được thiết lập theo sắc lệnh của tổng thống đầu tiên của Cuba, Tomás Estrada Palma, vào ngày 21 tháng 4 năm 1906. Lá cờ vẫn không thay đổi kể từ đó, ngay cả trong và sau Cách mạng Cuba năm 1959, nơi thành lập nhà nước cộng sản ngày nay của Cộng hòa Cuba.
Năm 2019, Cuba đưa ra "Dự luật biểu tượng quốc gia". Thông cáo báo chí chính thức cho biết dự luật "sẽ thiết lập việc sử dụng linh hoạt hơn các biểu tượng này nhằm thúc đẩy sự hiện diện lớn hơn của chúng trong xã hội, trong khuôn khổ được tôn trọng và được xác định hợp pháp".  Theo ADN Cuba, dự luật nêu rõ rằng lá cờ chỉ có thể được sử dụng "như một phương tiện quảng cáo khi các thông điệp được truyền đi góp phần bồi dưỡng và phát triển các giá trị yêu nước trong người dân và hình thành lương tâm yêu nước tôn trọng và tôn kính họ và đối với họ". truyền thống lịch sử của dân tộc". I Vào tháng 8 năm 2019, các nghệ sĩ của Phong trào San Isidro đã phát động một chiến dịch sử dụng hashtag "#LaBanderaEsDeTodos" để phản đối những hạn chế của chính phủ Cuba đối với việc sử dụng cờ Cuba và việc bắt giữ nghệ sĩ Luis Manuel Otero Alcántara theo luật mới.

## Sử dụng tiếp theo
Vào tháng 4 năm 1869, lá cờ của López được Quốc hội Cộng hòa Cuba chỉ định là biểu ngữ quốc gia. Lá cờ của López là hình mẫu cho lá cờ của Puerto Rico được Ủy ban Cách mạng Puerto Rico, một nhóm ủng hộ độc lập làm việc dưới sự bảo trợ của Đảng Cách mạng Cuba, thông qua vào năm 1895.

Quốc kỳ Cuba (sọc xanh trắng và tam giác đều màu đỏ sao trắng)

Sau khi Mỹ chiếm Cuba từ Tây Ban Nha trong Chiến tranh Tây Ban Nha-Mỹ, cờ Mỹ tung bay từ ngày 1 tháng 1 năm 1899 cho đến khi độc lập được trao trả lại. Ngày 20/5/1902, quốc kỳ Cuba được kéo lên như biểu tượng của độc lập và chủ quyền. Nó đã được sử dụng kể từ đó, không thay đổi sau Cách mạng Cuba năm 1959. Trong cuộc cách mạng, Phong trào 26 tháng 7 của Chủ tịch Cuba Fidel Castro đã tạo ra một lá cờ đảng chia đều màu đỏ và đen giống như quốc kỳ Angola với vạch kẻ ngang, chữ màu trắng và thường được treo trên các công trình công cộng.

## Đặc tả
Cờ Cuba có tỷ lệ chiều dài và chiều rộng là 2:1. Các sọc màu xanh lam (xanh da trời trước năm 1959) và sọc trắng xen kẽ có chiều rộng bằng nhau. Chevron màu đỏ có hình tam giác đều. Ngôi sao bên trong hình chữ V có đường kính bằng 1⁄3 chiều dài của cán cờ. Tâm của ngôi sao của nó ở trục giữa lá cờ.
| Colors scheme | Blue        | Red        | White       |
| ------------- | ----------- | ---------- | ----------- |
| Pantone       | 301         | 485        | White       |
| CMYK          | 100-74-0-44 | 0-94-94-20 | N/A         |
| HEX           | #002590     | #CC0D0D    | #FFFFFF     |
| RGB           | 0-37-144    | 204-13-13  | 255-255-255 |

## Các lá cờ

Cờ Cross of Burgundy (1521–1843)
Cờ Spanish America (1843–1873; 1874–1898)
Cờ Đệ nhất Cộng hòa Tây Ban Nha (1873–1874)
Cờ Céspedes trong Chiến tranh 10 năm (1868–1878)
(1902–1906)[13] (1909–1959)
(1906–1908)
(1908–1909)
Đảng kỳ của Phong trào 26 tháng 7
(1959–nay)
Đảng kỳ Đảng Cộng sản Cuba
Cờ Chủ tịch nước Cuba
Cờ Thủ tướng Cuba (1959–1976)